# OVRA
(Benito Mussolini)
L'OVRA fu la polizia politica dell'Italia fascista dal 1927 al 1943 e nella Repubblica Sociale Italiana dal 1943 al 1945. Costituita dopo l'emanazione delle leggi fascistissime nel 1926, e preceduta dalla cosiddetta "Ceka fascista", il suo compito era la vigilanza e la repressione di organizzazioni sovversive, che tramassero contro il fascismo e lo Stato. Fu ispirata a Mussolini dalla polizia politica sovietica, la cosiddetta Čeka, ed istituita come Ispettorato speciale alla fine del 1926 per opera del nuovo capo della polizia, Arturo Bocchini.
Il nome, coniato da Benito Mussolini, non fu mai spiegato anche se alcune interpretazioni attribuiscono all'acronimo OVRA i significati di "Opera Volontaria per la Repressione dell'Antifascismo", "Organizzazione di Vigilanza e Repressione dell'Antifascismo" e "Organo di Vigilanza dei Reati Antistatali". Si osserva che "ovra" è una variante letteraria e desueta di "opera" (a sua volta la prima parola dell'acronimo più comunemente accettato) e che inoltre vi si può riscontrare un'assonanza con la parola "piovra", che evoca un'idea tentacolare di polizia.

## Storia

### Gli Ispettorati speciali di Polizia e l'ufficializzazione
Il primo nucleo di polizia, che sarebbe poi stato conosciuto come OVRA, fu costituito a Milano nel 1927 con il nome di "Ispettorato speciale di Polizia", dipendente dalla Direzione Generale della Pubblica Sicurezza. In un discorso che rimase famoso (il «discorso dell'Ascensione» del 26 maggio 1927 alla Camera dei deputati) Mussolini affermò:
Del nuovo organismo con tutte le caratteristiche di mimetizzazione tipiche di un organismo segreto, sia per quanto attiene alla sede sia alle persone che vi lavoravano si celava sotto la sigla di una Società Anonima Vinicola Meridionale. La direzione di questo primo nucleo fu affidata all'ispettore Francesco Nudi e a lui furono affiancati i più abili funzionari e agenti.
Un anno dopo seguì un nuovo Ispettorato con sede a Bologna affidato a Giuseppe D'Andrea. Compito degli ispettorati era affiancarsi e coordinarsi con le questure evitando di sovrapporsi a esse. Per tre anni i due ispettorati lavorarono silenziosamente ottenendo importanti ma non eclatanti risultati come l'arresto del comunista svizzero Karl Hofmeyer, nel 1928 dell'antifascista Giobbe Giopp che si fece poi reclutare nelle file dell'OVRA e il reclutamento dello scrittore torinese Dino Segre nel 1930. Il 14 aprile 1929 fu invece arrestato a Pisa Sandro Pertini, che era rientrato in Italia per incontrare Ernesto Rossi, e inviato al confino a Ponza.
L'ispettorato lavorò nell'ombra fino al dicembre 1930, allorché l'agenzia Stefani diramò, secondo le indicazioni dello stesso Mussolini contenute un documento del 2 dicembre 1930, la notizia che la sezione speciale OVRA della Direzione Generale della PS aveva « [...] scoperto un'organizzazione clandestina che ordiva delitti contro il regime».

### Le "zone" OVRA
Nel 1930 l'OVRA venne istituzionalizzata: vennero istituite le zone OVRA, che arrivarono a 10 nel 1941 (e attive sino al 1943) che interessarono tutto il territorio nazionale. La 1ª zona OVRA, che comprendeva tutta l'Italia settentrionale, venne affidata dal capo della Polizia  Bocchini al già citato ispettore Nudi. L'ultima fu costituita a Lubiana nel 1941. Erano coordinate dalla Direzione Generale di Pubblica Sicurezza.
L'attività investigativa e repressiva degli agenti dell'OVRA sul territorio era tenuta segreta anche alle questure, che venivano a conoscenza dell'azione dell'OVRA solo quando si passava alla fase esecutiva dell'operazione, con arresti e fermi di antifascisti. Non ne venne mai ufficializzata la nascita, e proprio quest'alone di mistero che l'avvolgeva rese la sua azione temuta quanto efficace; in Italia regnava infatti un'atmosfera di cautela, ad esempio nell'espressione di giudizi sul fascismo, poiché si diceva che le orecchie dell'OVRA arrivassero ovunque.
Per la sua efficienza, dopo il Casellario politico centrale, si dimostrò uno dei più efficaci strumenti per la ricerca e la repressione della dissidenza politica. Fu talmente invasiva che spiò persino Mussolini. Operò anche all'estero, infiltrando spie tra i fuoriusciti antifascisti, sicché quando un emissario antifascista veniva inviato clandestinamente in Italia non era raro il caso che la polizia fosse al corrente della sua identità e degli obiettivi della sua missione ancora prima ch'egli si muovesse. Fu impiegata anche in azioni clandestine contro antifascisti nella guerra civile spagnola. Osserva Salvatorelli come alla crescita organizzativa dell'OVRA corrispose il declino delle azioni clandestine comuniste in Italia.
Presso l'Archivio Centrale dello Stato in Roma, sono conservati in 20 buste, con carteggi che vanno dal 1927 al 1944, contenenti documenti riservati che vanno dal 1931 al 1943, documentazioni da cui si desume che gli 11 Ispettorati Speciali dell'OVRA erano i seguenti:

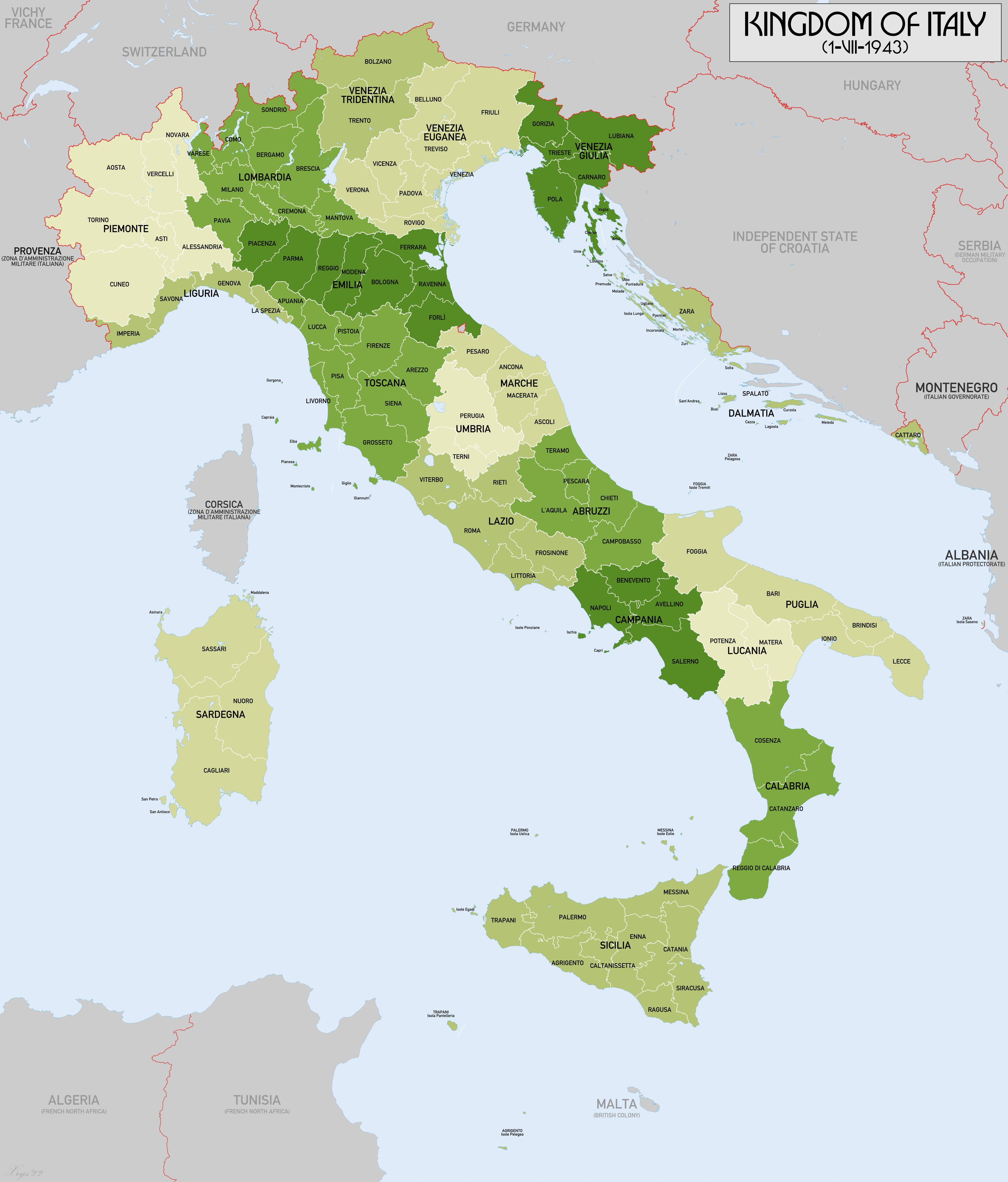
Il Regno d'Italia nel 1943

- 1927-1943: I ZONA OVRA - Milano (Valle d'Aosta, Piemonte, Liguria, Lombardia, Trentino-Alto Adige, Veneto, Friuli - Venezia Giulia, esclusa la Venezia Giulia dal 1941):
  - Ispettore Gen. Dott. Francesco Nudi (1927-1937);
  - Ispettore Gen. Francesco Peruzzi (1937-1943);
  - Ispettore Gen. Tommaso Petrillo (1943-1943).
- 1929-1943: II ZONA OVRA - Bologna, (Emilia-Romagna, Toscana fino al 1939, Marche):
  - Ispettore Gen. Dott. Giuseppe D'Andrea (1929-?).
- 1932-1942: III ZONA OVRA - Bari (Puglia, Basilicata, Calabria fino al 1938):
  - Ispettore Gen. Dott. Andrea Calabrese-Aversini (1932-?);
  - Ispettore Gen. Giuseppe Console (?-1942).
- 1932-1942: IV ZONA OVRA - Avezzano (AQ) (Umbria, Abruzzo, Molise):
  - Ispettore Gen. Dott. Saverio Polito (1932-26.09.1933);
  - Ispettore Gen. Pasquale Andriani (26.09.1933-25.07.1943);
  - Ispettore Gen. Guido Leto (1943-?).
- 1933-1943: V ZONA OVRA - Palermo (Sicilia fino al 1940 e dal 1941, poi Sicilia Occidentale dal 1940 al 1941):
  - Ispettore Gen. Dott. Edoardo Mormino (1933-?).
- 1937-1941: VI ZONA OVRA - Cagliari (Sardegna):
  - Ispettore Gen. Dott. Dino Fabris (1937-?).
- 1938-1941: VII ZONA OVRA - Napoli (Campania, Calabria):
  - Ispettore Gen. Dott. Giovanni Manzi (1938-?).
- 1939-1941: VIII ZONA OVRA - Firenze (Toscana, Lazio fino al 1941):
  - Ispettore Gen. Dott. Carlo Menechincheri (1939-1945).
- 1941-1943: IX ZONA OVRA - Littoria (Lazio):
  - Ispettore Gen. Dott. Gesualdo Barletta (1941-1943).
- 1940-1941: X ZONA OVRA - Catania (Sicilia Orientale):
  - Ispettore Gen. Dott. Pietro Cucchiara (1940-1943).
- 1941-1943: XI ZONA OVRA - Lubiana (Venezia Giulia: Provincie di Gorizia, Trieste, Lubiana, Carnaro, Pola), Governatorato della Dalmazia: Provincie di Zara, Spalato, Cattaro):
  - Ispettore Gen. Dott. Ciro Verdiani (1941-1945).

### La seconda guerra mondiale e la fine
Dal 1940 proseguì l'azione, durante la seconda guerra mondiale, con il nuovo capo della Polizia Carmine Senise. Fu sciolta dopo il 25 luglio 1943, con la caduta del fascismo, quando il direttore era Guido Leto, per poi essere ricostituita nel territorio della Repubblica Sociale Italiana. Si sciolse definitivamente nel 1945 in seguito alla guerra di liberazione italiana.
Molti dirigenti delle zone, come Gesualdo Barletta, Guido Leto, Domenico Rotondano, Saverio Polito e Ciro Verdiani, restarono in Polizia anche con l'avvento della Repubblica.
Nel dopoguerra furono create delle commissioni per la pubblicazione delle liste dei fiduciari OVRA:
- Commissione per la pubblicazione delle liste dei fiduciari OVRA - "Commissione Cannarsa"
- Commissione per la pubblicazione delle liste dei fiduciari OVRA - "Commissione Brugner"
- Commissione per l'esame dei ricorsi dei confidenti dell'OVRA - "Commissione Cataldi"

## Il dibattito storico sul significato
La sua denominazione OVRA non venne spiegata, solitamente viene considerata come una sigla soggetta a varie interpretazioni:
- «Opera Volontaria per la Repressione dell'Antifascismo»,
- «Organizzazione di Vigilanza e Repressione dell'Antifascismo»,
- «Organo di Vigilanza dei Reati Antistatali».[15]

Luigi Salvatorelli ricorda, al primo annuncio della sua creazione, la seguente spiegazione: «Opera Volontaria di Repressione Antifascista, in cui sarebbe rimarcato il carattere volontario, delatorio, dando ad intendere agli antifascisti il rischio di imbattersi in volontari agenti fascisti in "borghese"».
Si osserva anche che l'acronimo o il nome presenta assonanza con "piovra".
Guido Leto, uno degli uomini chiave del ministero dell'Interno durante il periodo fascista, rivelò nel suo libro Ovra che OVRA non corrispondeva a nessuna sigla. Fu Benito Mussolini a coniare la parola come derivazione da "piovra" per indicare una Polizia tentacolare che doveva tenere sotto controllo tutto il paese. Mussolini era convinto che il nome misterioso di OVRA « [...] avrebbe destato curiosità, timore, senso di inafferrabile sorveglianza e d'onnipotenza».
Anche secondo Antonio Sannino le quattro lettere OVRA non sarebbero un acronimo né una sigla, non avendo significato. Sarebbero state, letteralmente, inventate da Mussolini in occasione di un'operazione di polizia che non avrebbe avuto nessun seguito in termini organizzativi: l'OVRA come organismo a sé stante e altro rispetto alla Polizia di Stato non sarebbe mai esistito e, tanto meno, sarebbe esistita una polizia segreta fascista. Durante il Ventennio l'unico servizio segreto operante legittimamente, sempre secondo Sannino, sarebbe stato il S.I.M. (Servizio informazioni militare), la cui origine fu l'Ufficio I (Informazioni) istituito nel 1901. Il S.I.M. era di esclusiva competenza delle Forze Armate e dei Reali Carabinieri e aveva compiti di controspionaggio, cioè contrastare i servizi segreti di altri Paesi e di spionaggio. Infatti agenti segreti militari erano presenti in tutte le ambasciate italiane, ma, data la struttura militare e monolitica del S.I.M., non fu mai facile stabilire un confine tra l'opera di controspionaggio vero e proprio e quella svolta nello spionaggio estero.